# Alexander von Sachsen-Gessaphe
Alexander Prinz von Sachsen-Gessaphe (12 februari 1954) (Duits: Alexander Prinz von Sachsen-Gessaphe, Pools: Aleksander książę Saskogessapski) draagt door adoptie de naam "Prinz von Sachsen-Gessaphe" en is een van de pretendenten van de Saksische kroon.

## Familie
Von Sachsen werd geboren als Alexander Afif, zoon van een katholieke Libanees-Mexicaanse vader, dr. Roberto Afif (1916-1978), en Maria Anna Josepha Prinzessin von Sachsen, Herzogin zu Sachsen (1929–2012). Hun huwelijk was niet "ebenbürtig" en volgens de huiswetten komt hun nageslacht derhalve niet voor erfopvolging in aanmerking. Afif werd op 1 juni 1999 door zijn oom geadopteerd draagt sindsdien  naam "Prinz von Sachsen-Gessaphe" en noemt zich prins van Saksen, hertog tot Saksen. Hij trouwde in 1987 met Gisèle prinses van Beieren (1964); uit dit huwelijk werden vier kinderen geboren.
Het huis Sachsen-Gessaphe wordt door Alexander en zijn aanhangers als een nieuwe tak van het huis Wettin beschouwd.

## Troonpretendent
De opvolging als hoofd van het koninklijk huis Saksen en Wettin is omstreden. Volgens de strikte huiswetten komt geen enkele mannelijke telg meer in aanmerking als hoofd van het huis; het chefschap dient volgens die wetten toe te vallen aan een nakomeling in vrouwelijke lijn, namelijk een nakomeling van Margarete van Saksen (1900-1962).
Het laatste wettige hoofd van het huis, Maria Emanuel van Saksen (1926-2012), trachtte dit te ontlopen door zijn neef Alexander Afif te adopteren. Toen zijn adoptiefvader in juli 2012 overleed riep Alexander zich uit tot hoofd van het huis Saksen. Zijn recht van opvolging was in 1997 door een aantal familieleden erkend. Zijn oom Albert Jozef van Saksen (1934-2012) erkende de aanspraken van Alexander Afif echter niet. In 2013 was ook Rüdiger Prinz von Sachsen, Herzog zu Sachsen (geboren op 23 december 1953) een Saksisch troonpretendent, maar ook hij is geboren uit een niet "ebenbürtig" huwelijk tussen Timo prins van Saksen (1923–1983) en diens eerste vrouw Margrit Lucas (1932–1957), een slagersdochter.
Alexander heeft ook de leiding over de Militaire Orde van Sint-Hendrik van zijn adoptiefvader overgenomen.